# تصويت الموافقة

في ورقة الاقتراع بالموافقة، يمكن للناخب اختيار أي عدد من المرشحين.

تصويت الموافقة أو نظام التصويت بالموافقة هو نظام انتخابي يهدف إلى اختيار مرشح واحد، حيث يقوم الناخبون بتحديد جميع المرشحين الذين يدعمونهم بدلاً من الاكتفاء باختيار مرشح واحد فقط. يُعتبر هذا النظام شكلاً من أشكال التصويت بالنقاط (Score Voting)، لكنه يقتصر على درجتين فقط للتقييم: "0" (غير موافق) و"1" (موافق). ويتم انتخاب المرشح الذي يحصل على أعلى نسبة من الموافقات.
حاليًا، يُستخدم التصويت بالموافقة في انتخابات حكومية داخل الولايات المتحدة الأمريكية، بما في ذلك مدينة سانت لويس بولاية ميزوري، ومدينة فارجو بولاية نورث داكوتا. كما يُعتمد هذا النظام في الأمم المتحدة لاختيار الأمين العام.

## التأثير على الانتخابات
أظهرت أبحاث قام بها منظرا الاختيار الاجتماعي، ستيفن برامز ودودلي ر. هيرشباخ، أن نظام التصويت بالموافقة يمكن أن يؤدي إلى زيادة نسبة مشاركة الناخبين، ويمنع تأثير المرشحين من الأحزاب الصغيرة كعوامل مفسدة (spoilers)، ويُساهم في تقليل الحملات السلبية.
وخلصت أبحاث برامز إلى أن هذا النظام لديه القدرة على اختيار المرشحين الذين يحظون بتفضيل الأغلبية في سياقات الانتخابات العملية، مما يساعد على تجنب ظاهرة "إقصاء المركز" (center squeeze) التي تُعد شائعة في أنظمة التصويت بالاختيار الترتيبي (ranked-choice voting) والانتخابات التمهيدية.
أظهرت إحدى الدراسات أن نظام التصويت بالموافقة لم يكن ليختار نفس المرشحين الفائزين وفق نظام الأغلبية البسيطة (plurality voting) في الجولة الأولى من الانتخابات الرئاسية الفرنسية لعام 2002، وهما جاك شيراك وماري لوبان. بدلاً من ذلك، كان نظام التصويت بالموافقة سيختار شيراك وليونيل جوسبان كأعلى مرشحين للمضي قدمًا إلى الجولة الثانية.
في الانتخابات الفعلية لعام 2002، خسر جان ماري لوبان (Jean-Marie Le Pen) في الجولة الثانية بفارق كبير، حيث حصل على 17.8% فقط مقابل 82.2% لجاك شيراك (Jacques Chirac)، مما يُظهر أن النظام الانتخابي لم يُحدّد فعليًا أفضل مرشحين للجولة النهائية. أما في استطلاع أولي يعتمد على التصويت بالموافقة، فقد حصل شيراك على المركز الأول بنسبة 36.7%، تلاه ليونيل جوسبان (Lionel Jospin) بنسبة 32.9%. بينما حصل لوبان على 25.1% فقط، مما كان سيمنعه من الوصول إلى الجولة الثانية.
في الانتخابات التمهيدية الحقيقية، كانت النتائج مختلفة؛ إذ حصل شيراك على 19.9%، يليه لوبان بنسبة 16.9%، ثم جوسبان بنسبة 16.2%. كما أظهرت دراسة أجريت على عدة طرق تصويت تقييمية، مثل التصويت بالموافقة والتصويت التقييمي (score voting)، خلال الانتخابات الرئاسية الفرنسية عام 2012 أن المرشحين "التوافقيين" حققوا نتائج أفضل، في حين أن المرشحين "الاستقطابيين" أدّوا بشكل أضعف مقارنة بنظام الأغلبية البسيطة.

### التأثيرات التشغيلية
- سهولة العد - يمكن عد بطاقات الاقتراع بالموافقة بواسطة بعض الآلات الموجودة المصممة للانتخابات التعددية، حيث يتم الإدلاء بالأصوات، بحيث تكون النتائج النهائية متاحة على الفور بعد الانتخابات، مع عدد قليل نسبيًا من ترقيات المعدات، إن وجدت.
- جولة واحدة فقط - يمكن للموافقة أن تزيل الحاجة إلى جولات متعددة من التصويت، مثل الانتخابات التمهيدية أو جولة الإعادة ، مما يؤدي إلى تبسيط عملية الانتخابات.
- تجنب التصويت الزائد - لا يتضمن التصويت بالموافقة فكرة التصويت الزائد، حيث يؤدي التصويت على أكثر من صوت واحد مسموح به إلى إلغاء الفرصة بأكملها للتصويت. في الانتخابات الأغلبيّة، يجب مراجعة الأصوات الزائدة وحلها إذا أمكن، بينما في التصويت بالموافقة، لا يتم إضاعة الوقت في هذا النشاط.

## الاستخدام

### الاستخدام الانتخابي الحالي

#### لاتفيا
يستخدم البرلمان اللاتفي نسخة معدلة من التصويت بالموافقة ضمن التمثيل النسبي بالقائمة المفتوحة حيث يمكن للناخبين الإدلاء بأصوات إيجابية (موافقة) أو أصوات سلبية أو عدم الإدلاء بأي منهما لأي عدد من المرشحين.

#### الولايات المتحدة
ميسوري
في نوفمبر 2020، أقرت مدينة سانت لويس في ولاية ميزوري الأمريكية الاقتراح "D" بنسبة تأييد بلغت 70%، مما سمح باعتماد نسخة معدلة من نظام التصويت بالموافقة (يُعرف بـ "الانتخابات التمهيدية الموحدة") للمناصب البلدية.
وفي عام 2021، شهدت المدينة أول انتخابات لرئاسة البلدية باستخدام نظام التصويت بالموافقة، حيث تأهلت تيشورا جونز (Tishaura Jones) وكارا سبنسر (Cara Spencer) إلى الجولة العامة بدعم نسبته 57% و46% على التوالي. بينما تم استبعاد لويس ريد (Lewis Reed) وأندرو جونز (Andrew Jones) بعد حصولهما على دعم بنسبة 39% و14% على التوالي. وقد أظهرت الإحصائيات أن الناخبين دعموا في المتوسط 1.6 مرشح لكل ناخب في هذه المنافسة التي ضمت أربعة مرشحين.
داكوتا الشمالية
في عام 2018، أقرت مدينة فارغو في ولاية داكوتا الشمالية مبادرة اقتراع محلية تبنت الموافقة على الانتخابات المحلية للمدينة، لتصبح بذلك أول مدينة وولاية قضائية في الولايات المتحدة تتبنى الموافقة. في السابق في عام 2015، عانت انتخابات مفوض مدينة فارغو من انقسام الأصوات في ستة اتجاهات، مما أدى إلى فوز أحد المرشحين بأغلبية غير مقنعة بلغت 22% من الأصوات.
أُجريت أول انتخابات باستخدام نظام التصويت بالموافقة في 9 يونيو 2020، لاختيار اثنين من مفوضي المدينة من بين سبعة مرشحين مدرجين في بطاقة الاقتراع. حصل كلا الفائزين على أكثر من 50% من الموافقة، بينما بلغ متوسط عدد الموافقات لكل بطاقة اقتراع 2.3. كما أيد 62% من الناخبين التحول إلى نظام التصويت بالموافقة وفقاً لاستطلاع للرأي.
وفي محاولة لفهم دوافع الناخبين، أجرى معارضو نظام التصويت بالموافقة استطلاعاً لتحليل ما إذا كان الناخبون قد صوتوا بشكل استراتيجي وفقًا لما يُعرف بـ "معضلة بور" (Burr Dilemma). أظهر الاستطلاع أن 30% من الناخبين الذين صوتوا لصالح مرشح واحد فقط فعلوا ذلك لأسباب استراتيجية، بينما عبّر 57% عن أن اختيارهم كان نابعًا من قناعتهم الصادقة.
وفي يونيو 2022، أُجريت الانتخابات الثانية باستخدام نظام التصويت بالموافقة في فارغو، حيث شهدت انتخاب عمدة المدينة وأعضاء لجنة المدينة. أُعيد انتخاب العمدة الحالي بنسبة موافقة تُقدّر بـ 65% من بين سبعة مرشحين، مع تسجيل الناخبين معدل 1.6 موافقة لكل بطاقة اقتراع. أما على مستوى المفوضين، فقد تم انتخاب اثنين من بين 15 مرشحًا، بمتوسط 3.1 موافقة لكل بطاقة.
في عام 2023، أصدر المجلس التشريعي لولاية نورث داكوتا مشروع قانون يهدف إلى حظر نظام التصويت بالموافقة. إلا أن حاكم الولاية، دوج بورغوم، رفض المشروع باستخدام حق النقض (الفيتو)، مشيرًا إلى أهمية مبدأ "الحكم المحلي" (home rule) وضرورة تمكين المواطنين من التحكم في حكوماتهم المحلية. حاول المجلس التشريعي تجاوز الفيتو، لكنه فشل في تحقيق ذلك.

### الاستخدام من قبل المنظمات
لقد تم استخدام نظام التصويت بالموافقة في مسابقات الترشيح التي أدارتها جهات خاصة من قبل الحزب المستقل في ولاية أوريغون في أعوام 2011، 2012، 2014، و2016. ولاية أوريغون هي ولاية تصويت اندماجي، وقد رشح الحزب مشرعين ومسؤولين على مستوى الولاية باستخدام هذه الطريقة؛ ولم تحدد الانتخابات التمهيدية الرئاسية التفضيلية لعام 2016 مرشحًا محتملًا بسبب عدم حصول أي مرشح على أكثر من 32٪ من الدعم. تحول الحزب إلى استخدام التصويت بالنجوم في عام 2020.
كما يتم استخدامه في الانتخابات الداخلية من قبل حزب التضامن الأمريكي؛ والأحزاب الخضراء في تكساس وأوهايو واللجنة الوطنية الليبرالية؛ والأحزاب الليبرالية في تكساس، وكولورادو، وأريزونا، ونيويورك؛ وتحالف 90/الخضر في ألمانيا؛ والحزب التشيكي وحزب القراصنة الألماني.
تم اعتماد نظام التصويت بالموافقة من قبل العديد من الجمعيات: جمعية الاختيار الاجتماعي والرفاهية (1992)، اتحاد الرياضيات الأمريكي (1986)، جمعية الرياضيات الأمريكية، معهد علوم الإدارة (1987) (الآن معهد أبحاث العمليات وعلوم الإدارة )، الرابطة الأمريكية للإحصاء (1987)، ومعهد مهندسي الكهرباء والإلكترونيات (1987).
قام ستيفن برامز بتحليل انتخابات رئاسة جمعية الرياضيات الأمريكية لعام 1987، والتي تنافس فيها خمسة مرشحين. أظهرت النتائج أن 79% من الناخبين صوّتوا لصالح مرشح واحد فقط، و16% صوتوا لصالح مرشحين، و5% لصالح ثلاثة مرشحين، بينما اختار 1% أربعة مرشحين. حصل الفائز في الانتخابات على موافقة 1,267 ناخبًا، أي ما يعادل 32% من إجمالي 3,924 ناخبًا.
أما في عام 2002، فقد ألغى مجلس إدارة معهد مهندسي الكهرباء والإلكترونيات (IEEE) قراره باستخدام نظام التصويت بالموافقة. وذكر المدير التنفيذي للمعهد، دانيال جي. سينيسي، أن التخلي عن النظام كان بسبب "قلة عدد الأعضاء الذين استخدموه والشعور بعدم الحاجة إليه بعد الآن."
اُستخدم نظام التصويت بالموافقة في انتخابات رابطة خريجي كلية دارتموث لشغل مقاعد في مجلس الأمناء، ولكن بعد إثارة بعض الجدل، تم استبداله بنظام الجولات التقليدية (runoff elections) بناءً على تصويت من الخريجين بنسبة 82% مقابل 18% في عام 2009.
وفي عام 2011، بدأ طلاب دارتموث استخدام التصويت بالموافقة لانتخاب رئيس هيئة الطلاب. في الانتخابات الأولى، حصل الفائز على دعم 41% من الناخبين في مواجهة عدة مرشحين مكتوبين يدويًا. أما في عام 2012، ففاز سوريل كانتاريا بدعم 32% فقط من الناخبين. وفي أعوام 2013، 2014، و2016، حصل الفائزون أيضًا على دعم أقل من 40% من الناخبين.
أظهرت النتائج التي نُشرت في صحيفة The Dartmouth أن أكثر من 80% من الناخبين في انتخابات 2014 و2016 وافقوا على مرشح واحد فقط. ومع ذلك، قرر الطلاب استبدال نظام التصويت بالموافقة بنظام الأغلبية البسيطة قبل انتخابات عام 2017.

### في التاريخ

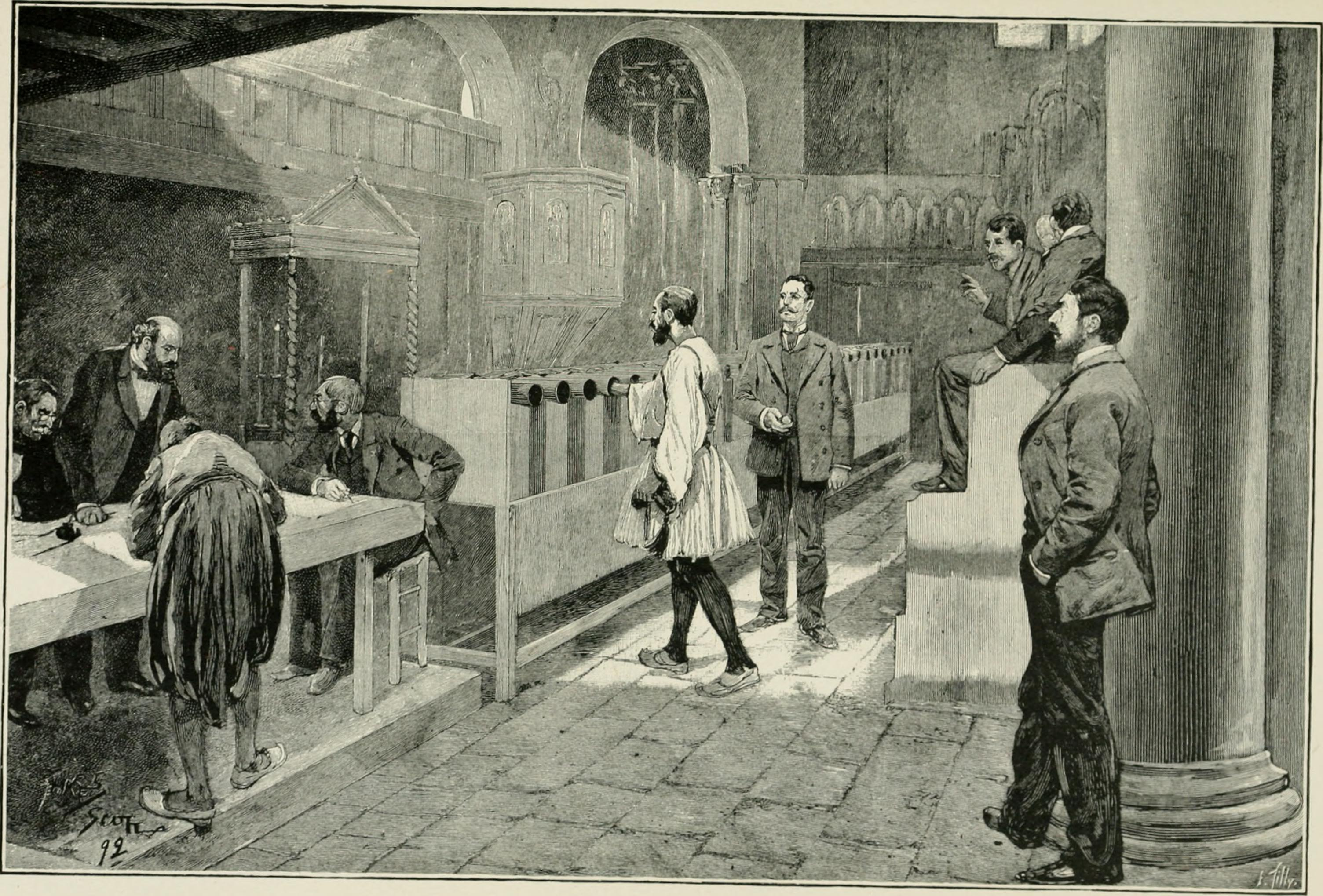
صفوف من صناديق التصويت بالموافقة السرية من اليونان في أوائل القرن العشرين، حيث يقوم الناخب بإسقاط كرة زجاجية على يمين أو يسار الصندوق، من خلال أنبوب، كرة زجاجية لكل مرشح.

صاغ روبرت جيه ويبر مصطلح "التصويت بالموافقة" في عام 1971. وقد تم نشره بشكل أكثر تفصيلاً في عام 1978 من قبل عالم السياسة ستيفن برامز وعالم الرياضيات بيتر فيشبورن.
تاريخيًا، تم استخدام العديد من طرق التصويت التي تتضمن جوانب الموافقة:
- تم استخدام التصويت بالموافقة في الاجتماعات البابوية بين عامي 1294 و1621، حيث شارك في المتوسط حوالي أربعين كاردينالاً في جولات متكررة من التصويت حتى تم إدراج مرشح واحد على الأقل في ثلثي بطاقات الاقتراع.[53]
- في الفترة من القرن الثالث عشر إلى القرن الثامن عشر، انتخبت جمهورية البندقية دوق البندقية باستخدام عملية متعددة المراحل تضمنت الاختيار العشوائي والتصويت الذي سمح بالموافقة على العديد من المرشحين.[54][55]
- وفقًا لستيفن جيه برامز، تم استخدام الموافقة في انتخابات غير محددة في إنجلترا في القرن التاسع عشر.[56]
- يتم انتخاب الأمين العام للأمم المتحدة باستخدام التصويت بالموافقة أو الرفض في مجلس الأمن ، باستثناء أن الأعضاء الدائمين في مجلس الأمن قد يستخدمون حق النقض ضد المرشحين.[57][58]
- تم استخدام الموافقة في الانتخابات التشريعية اليونانية من عام 1864 إلى عام 1923، وبعد ذلك تم استبدالها بنظام التمثيل النسبي للقوائم الحزبية.[59]
- تم استخدام التصويت النسبي المتسلسل في الانتخابات السويدية في أوائل القرن العشرين، قبل استبداله بالتمثيل النسبي لقائمة الحزب.

تم تبني فكرة التصويت بالموافقة من قبل إكس. هو (X. Hu) ولويد شابلي في عام 2003، وذلك أثناء دراستهما لتوزيع السلطة في المنظمات.

## التصويت الاستراتيجي

### ملخص
يسمح التصويت بالموافقة للناخبين باختيار جميع المرشحين الذين يعتبرونهم خيارات معقولة.
يختلف التصويت بالموافقة الاستراتيجي عن أنظمة التصويت التفضيلي (أو التصويت الترتيبي)، حيث يُضطر الناخبون عمومًا إلى عكس ترتيب تفضيلاتهم بين خيارين، وهو ما قد يؤدي في حال تطبيقه على نطاق واسع إلى فوز مرشح غير مرغوب فيه. أما التصويت بالموافقة الاستراتيجي، الذي يتضمن أكثر من خيارين، فيتمثل في تغيير الناخب لعتبة الموافقة الخاصة به. يختار الناخب أي الخيارات يقيّمها بنفس الدرجة، حتى وإن كانت لديه تفضيلات مرتبة بينها.
هذه الطريقة تثير قلقًا تكتيكيًا، خاصة في حال وجود ثلاثة مرشحين أو أكثر. فالموافقة على المرشح الذي يحتل المرتبة الثانية في تفضيلات الناخب تعني أن الناخب يضر بفرص مرشحه المفضل في الفوز. بينما إذا امتنع عن الموافقة على مرشحه الثاني المفضل، فإنه بذلك قد يساعد في فوز المرشح الذي يفضل هزيمته على حساب مرشحه الثاني.
من الناحية الفنية، تسمح الموافقة بالدفع والدفن ولكنها من الناحية الاستراتيجية محصنة ضد الدفع والدفن.
يحدث التصويت بالرصاصة (bullet voting) عندما يختار الناخب الموافقة على مرشح واحد فقط، مثل "أ"، بدلاً من الموافقة على كل من "أ" و"ب"، وذلك لأن التصويت لـ"ب" قد يتسبب في خسارة "أ". في هذه الحالة، قد يكون الناخب راضيًا عن أي من "أ" أو "ب"، لكنه يُفضّل "أ" بشكل معتدل. وإذا فاز "ب" بدلاً من "أ"، فإن هذا الناخب سيكون راضيًا أيضًا. ولكن إذا قام مؤيدو كل من "أ" و"ب" بتطبيق نفس الاستراتيجية، فإن هذا قد يتسبب في فوز المرشح "ج".
تُسمى هذه الظاهرة "معضلة الدجاجة" (chicken dilemma)، حيث يُمارس كل من مؤيدي "أ" و"ب" لعبة "الدجاجة" (chicken game)، ويتنافسون لمعرفة أي منهم سيوقف التصويت الاستراتيجي أولاً، قبل أن يخسر كلا المرشحين المفضلين.
تحدث التسوية عندما يوافق الناخب على مرشح إضافي يعتبر غير مقبول بالنسبة له من أجل منع بديل أسوأ من الفوز.

### التصويت الصادق
وصف خبراء التصويت بالموافقة التصويتات الصادقة بأنها تلك التي "تعكس تفضيلات الناخب الحقيقية بشكل مباشر، أي أنها لا تُظهر تفضيلات "زائفة"." كما قدموا تعريفًا محددًا للتصويت بالموافقة الصادق من خلال تفضيلات الناخب الترتيبية، وهو أي تصويت إذا تم فيه التصويت لصالح مرشح واحد، يجب أن يشمل أيضًا أي مرشح مفضل آخر.
يسمح هذا التعريف للتصويت الصادق بمعاملة المرشحين المفضلين بشكل متساوٍ، مما يضمن أن لكل ناخب تصويتًا صادقًا واحدًا على الأقل. كما يسمح التعريف أيضًا بأن يتم التعامل مع المرشحين الذين يتم تفضيلهم بشكل متساوٍ بطريقة مختلفة. عندما يوجد مرشحان أو أكثر، يمتلك كل ناخب ما لا يقل عن ثلاث تصويتات صادقة للاختيار بينها. اثنان من هذه التصويتات الصادقة لا يميزان بين أي من المرشحين: التصويت لصالح لا أحد من المرشحين والتصويت لصالح جميع المرشحين. وعندما يوجد ثلاثة مرشحين أو أكثر، يمتلك كل ناخب أكثر من تصويت صادق واحد يميز بين المرشحين.

#### أمثلة
بناءً على التعريف أعلاه، إذا كان هناك أربعة مرشحين، أ، ب، ج، د، وكان لدى الناخب ترتيب تفضيل صارم، مفضلاً أ إلى ب إلى ج إلى د، فإن ما يلي هو أصوات الموافقة الصادقة المحتملة للناخب:
1. التصويت لصالح "أ"، "ب"، "ج"، و"د"
2. التصويت لصالح "أ"، "ب"، و"ج"
3. التصويت لصالح "أ" و"ب"
4. التصويت لصالح "أ"
5. التصويت لصالح لا أحد من المرشحين

تُظهر هذه التصويتات الصادقة أن الناخب يمكنه التصويت لصالح أي مجموعة من المرشحين التي تتوافق مع تفضيلاته الترتيبية دون أن يخل بمفهوم التصويت الصادق. إذا فضل الناخب بدلاً من ذلك ب و ج بالتساوي، بينما لا يزال أ هو المرشح المفضل و"د" هو المرشح الأقل تفضيلاً، فإن جميع الأصوات المذكورة أعلاه تكون صادقة والتركيبة التالية هي أيضًا تصويت صادق:
- صوتوا لصالح "أ"، و"ج"

إن القرار بين بطاقات الاقتراع المذكورة أعلاه يعادل تحديد "حد قبول" تعسفي. حيث تتم الموافقة على جميع المرشحين المفضلين وفقًا للحد المقبول، ولا تتم الموافقة على جميع المرشحين الأقل تفضيلاً، وقد تتم الموافقة على أي مرشحين مساوين للحد المقبول أو لا تتم الموافقة عليهم بشكل تعسفي.

### استراتيجية صادقة مع تفضيلات ترتيبية
إن الناخب الصادق الذي يملك خيارات متعددة للتصويت بصدق، لا يزال يتعين عليه أن يختار الصوت الصادق الذي سيستخدمه. إن استراتيجية التصويت هي وسيلة لاتخاذ هذا الاختيار، وفي هذه الحالة فإن الموافقة الاستراتيجية تتضمن التصويت الصادق، بدلاً من أن تكون بديلاً له. وهذا يختلف عن أنظمة التصويت الأخرى التي عادة ما يكون فيها تصويت صادق فريد للناخب.
عندما يكون هناك ثلاثة مرشحين أو أكثر، يمكن أن يتغير الفائز في انتخابات التصويت بالموافقة بناءً على
التصويتات الصادقة التي يتم استخدامها. في بعض الحالات، يمكن للتصويت بالموافقة أن يختار بصدق أيًا من المرشحين، بما في ذلك الفائز في نظام كوندرسيه والخاسر في نفس النظام، دون أن تتغير تفضيلات الناخبين. إلى الحد الذي يُعتبر فيه انتخاب الفائز في نظام كوندرسيه وعدم انتخاب الخاسر في نفس النظام نتائج مرغوبة لأي نظام تصويت، يمكن اعتبار التصويت بالموافقة عرضة للتصويت الاستراتيجي الصادق.
من ناحية، تُعتبر الظروف التي يمكن أن يحدث فيها هذا السيناريو مستقرة وليست حالات معزولة. ومن ناحية أخرى، تم تصوير تنوع النتائج الممكنة أيضًا كميزة للتصويت بالموافقة، حيث يُمثل مرونته واستجابته ليس فقط لتفضيلات الناخبين الترتيبية، بل أيضًا للفوائد الكاردينالية (cardinal utilities)، مما يعكس مرونة أكبر في التعامل مع تفضيلات الناخبين.

#### التفضيلات الثنائية
يتجنب التصويت بالموافقة مشكلة التصويتات الصادقة المتعددة في الحالات الخاصة عندما يكون لدى الناخبين تفضيلات ثنائية. بالنسبة للناخب الذي لديه تفضيلات ثنائية، يُعتبر التصويت بالموافقة غير قابل للاستغلال الاستراتيجي (استراتيجية آمنة). وعندما يكون لدى جميع الناخبين تفضيلات ثنائية ويصوتون بالتصويت الصادق وغير القابل للاستغلال الاستراتيجي، فإن التصويت بالموافقة يضمن انتخاب الفائز في نظام كوندرسيه.
ومع ذلك، فإن وجود تفضيلات ثنائية عندما يكون هناك ثلاثة مرشحين أو أكثر ليس أمرًا شائعًا. فوجود تفضيلات ثنائية لجميع الناخبين في انتخابات تضم عددًا كبيرًا من الناخبين يُعتبر حالة غير محتملة.
وجود تفضيلات ثنائية يعني أن الناخب لديه تفضيلات ذات مستويين بالنسبة للمرشحين. يتم تقسيم جميع المرشحين إلى مجموعتين بحيث يكون الناخب غير مبالٍ بين أي مرشحين في نفس المجموعة، بينما يُفضّل أي مرشح في المجموعة العليا على أي مرشح في المجموعة السفلى.
على سبيل المثال، إذا كان الناخب يفضل "أ" على "ب" و"ب" على "ج"، فهذا يعني أن لديه تفضيلات صارمة بين ثلاثة مرشحين، وبالتالي لا يُعتبر هذا النوع من التفضيلات تفضيلات ثنائية.
إن كون التصويت محصنًا من الإستراتيجية بالنسبة للناخب يعني أن هناك طريقة فريدة للناخب للتصويت وهي الطريقة الأفضل استراتيجيًا، بغض النظر عن كيفية تصويت الآخرين. في الموافقة، فإن التصويت المقاوم للاستراتيجية، إذا وجد، هو تصويت صادق.

#### عتبة الموافقة
طريقة أخرى للتعامل مع التصويتات الصادقة المتعددة هي تعزيز نموذج التفضيلات الترتيبية باستخدام عتبة الموافقة أو القبول. تقسم عتبة الموافقة جميع المرشحين إلى مجموعتين: أولئك الذين يوافق الناخب عليهم وأولئك الذين لا يوافق عليهم. يمكن للناخب الموافقة على أكثر من مرشح واحد مع الاستمرار في تفضيل مرشح واحد معتمد على آخر.
أما عتبات القبول فهي مشابهة، حيث يقوم الناخب بالتصويت لصالح كل مرشح يلتزم بالعتبة أو يتجاوزها. باستخدام مثل هذه العتبة، يقوم الناخب ببساطة بالتصويت لصالح كل مرشح يتوافق مع تفضيلاته التي تحددها العتبة.
مع التصويت باستخدام العتبة، لا يزال من الممكن عدم انتخاب الفائز في نظام كوندرسيه واختيار الخاسر في نفس النظام بدلاً منه في حال كان كلاهما موجودًا. ومع ذلك، وفقًا لستيفن برامز، يُعتبر هذا بمثابة قوة بدلاً من ضعف لنظام التصويت بالموافقة. دون تقديم تفاصيل دقيقة، يجادل برامز بأن الأحكام العملية للناخبين حول المرشحين المقبولين يجب أن تكون لها الأولوية على معيار كوندرسيه ومعايير الاختيار الاجتماعي الأخرى.

### استراتيجية مع المرافق الأساسية
تستند استراتيجية التصويت في نظام التصويت بالموافقة إلى مي ميزتين متنافستين لهذا النظام. من جهة، يفشل التصويت بالموافقة في تحقيق معيار "اللاحاق بعدم الإضرار"، مما يعني أن التصويت لصالح مرشح قد يتسبب في فوز هذا المرشح بدلاً من مرشح آخر يفضله الناخب. من جهة أخرى، يحقق التصويت بالموافقة معيار "الرتابة"، مما يعني أن الامتناع عن التصويت لصالح مرشح لا يمكن أن يساعد في فوز ذلك المرشح، ولكنه يمكن أن يتسبب في خسارته لصالح مرشح أقل تفضيلًا.
في كلتا الحالتين، قد يواجه الناخب خطر الحصول على فائز انتخابي أقل تفضيلًا. يمكن للناخب موازنة المخاطر والفوائد عن طريق النظر في الفوائد الكاردينالية للناخب، خصوصًا من خلال مبدأ فائدة فون نيومان-مورنغنشتيرن (von Neumann–Morgenstern utility theorem)، بالإضافة إلى احتمالات كيفية تصويت الآخرين.
يحدد نموذج الناخب العقلاني الذي وصفه مايرسون وويبر استراتيجية موافقة تصوت للمرشحين الذين لديهم تصنيف إيجابي محتمل. تعتبر هذه الاستراتيجية مثالية بمعنى أنها تعمل على تعظيم المنفعة المتوقعة للناخب، مع مراعاة قيود النموذج وبشرط أن يكون عدد الناخبين الآخرين كبيرًا بدرجة كافية.
التصويت الأمثل بالموافقة يتضمن دائمًا التصويت لصالح المرشح الأكثر تفضيلًا وعدم التصويت لصالح المرشح الأقل تفضيلًا، وهذا يُعتبر استراتيجية سائدة (dominant strategy). قد يتطلب التصويت الأمثل دعم مرشح واحد وعدم التصويت لصالح مرشح مفضل أكثر إذا كان هناك أربعة مرشحين أو أكثر، على سبيل المثال، إذا كانت الخيارات الثالثة والرابعة مترابطة بحيث يتم كسب أو خسارة الأصوات الحاسمة معًا. ومع ذلك، فإن مثل هذه الحالات تكون غير مستقرة بطبيعتها، مما يشير إلى أن مثل هذه الاستراتيجية يجب أن تكون نادرة.
وتتوفر أيضًا استراتيجيات أخرى تتوافق مع الاستراتيجية المثلى في المواقف الخاصة. على سبيل المثال:
- التصويت لصالح المرشحين الذين لديهم فائدة أعلى من المتوسط. تتطابق هذه الاستراتيجية مع الاستراتيجية المثلى إذا كان الناخب يعتقد أن جميع الروابط الزوجية متساوية الاحتمالية.
- التصويت لصالح أي مرشح يتم تفضيله أكثر من الفائز المتوقع، وكذلك التصويت لصالح الفائز المتوقع إذا كان الفائز المتوقع يتم تفضيله أكثر من الوصيف المتوقع. تتطابق هذه الاستراتيجية مع الاستراتيجية المثلى إذا كان هناك ثلاثة مرشحين أو أقل أو إذا كانت احتمالية التعادل بين الفائز المتوقع والوصيف المتوقع كبيرة بما يكفي مقارنة ببقية احتمالات التعادل. هذه الاستراتيجية، إذا استخدمها جميع الناخبين، تؤدي إلى انتخاب الفائز في نظام كوندرسيه (Condorcet winner) في حالة وجوده، وذلك عند التوازن.[69]
- التصويت لصالح المرشح الأكثر تفضيلًا فقط. تتطابق هذه الاستراتيجية مع الاستراتيجية المثلى عندما يكون أفضل مرشح أفضل بكثير من جميع المرشحين الآخرين (أي أنه المرشح الوحيد الذي لديه قيمة متوقعة إيجابية).
- إذا كان جميع الناخبين عقلانيين وأدلوا بتصويت استراتيجي مثالي بناءً على المعرفة المشتركة حول كيفية تصويت جميع الناخبين الآخرين باستثناء الأخطاء المستقلة ذات الاحتمالية الصغيرة، فإن الفائز سيكون الفائز في نظام كوندرسيه، إذا كان واحدًا موجودًا.

### أمثلة على الاستراتيجية
في المثال الانتخابي المُوصَف هنا، افترض أن الناخبين في كل فئة يتشاركون في الفوائد التي حددها مبدأ فون نيومان-مورنغنشتيرن (von Neumann–Morgenstern)، والتي تتناسب مع الفاصل الزمني بين 0 و100. هذه الفوائد تتماشى مع التفضيلات التي تم ذكرها سابقًا وتعكس تفضيلات قوية لدى كل فئة لاختيار مدينتها الخاصة، مقارنة بتفضيلات أضعف لعوامل أخرى مثل المسافة إلى المدن الأخرى.
| نسبة الناخبين (الذين يعيشون قريبا) | مرشحين | مرشحين | مرشحين    | مرشحين  | متوسط |
| نسبة الناخبين (الذين يعيشون قريبا) | ممفيس  | ناشفيل | تشاتانوغا | نوكسفيل | متوسط |
| ---------------------------------- | ------ | ------ | --------- | ------- | ----- |
| ممفيس (42%)                        | 100    | 15     | 10        | 0       | 31.25 |
| ناشفيل (26%)                       | 0      | 100    | 20        | 15      | 33.75 |
| تشاتانوغا (15%)                    | 0      | 15     | 100       | 35      | 37.5  |
| نوكسفيل (17%)                      | 0      | 15     | 40        | 100     | 38.75 |

وباستخدام هذه الأدوات المساعدة، يختار الناخبون أصواتهم الاستراتيجية المثلى استناداً إلى ما يعتقدون أنه احتمالات محورية مختلفة للربط بين الأزواج. في كل من السيناريوهات الملخصة أدناه، يتقاسم جميع الناخبين مجموعة مشتركة من احتمالات التحول.
| سيناريو الاستراتيجية        | الفائز          | المتسابق الثاني في السباق | مجموع أصوات المرشحين | مجموع أصوات المرشحين | مجموع أصوات المرشحين | مجموع أصوات المرشحين |
| سيناريو الاستراتيجية        | الفائز          | المتسابق الثاني في السباق | ممفيس                | ناشفيل               | تشاتانوغا            | نوكسفيل              |
| --------------------------- | --------------- | ------------------------- | -------------------- | -------------------- | -------------------- | -------------------- |
| صفر معلومات                 | ممفيس           | تشاتانوغا                 | 42                   | 26                   | 32                   | 17                   |
| ممفيس يتقدم على تشاتانوغا   | ربطة عنق ثلاثية | ربطة عنق ثلاثية           | 42                   | 58                   | 58                   | 58                   |
| تشاتانوغا تتقدم على نوكسفيل | تشاتانوغا       | ناشفيل                    | 42                   | 68                   | 83                   | 17                   |
| تشاتانوغا يتقدم على ناشفيل  | ناشفيل          | ممفيس                     | 42                   | 68                   | 32                   | 17                   |
| ناشفيل تتقدم على ممفيس      | ناشفيل          | ممفيس                     | 42                   | 58                   | 32                   | 32                   |

في السيناريو الأول، يختار الناخبون أصواتهم بناءً على الافتراض بأن جميع الروابط الزوجية متساوية الاحتمالية. نتيجة لذلك، يصوتون لصالح أي مرشح له فائدة فوق المتوسط. يصوت معظم الناخبين فقط لصالح خيارهم الأول. فقط فئة نوكسفيل تصوت أيضًا لصالح خيارها الثاني، تشاتانوغا. نتيجة لذلك، الفائز هو ممفيس، وهو الخاسر في نظام كوندرسيه (Condorcet loser)، مع تشاتانوغا في المركز الثاني. في هذا السيناريو، الفائز يحصل على موافقة الأقلية (حيث أن عدد الناخبين الذين لا يوافقون أكبر من أولئك الذين يوافقون)، بينما كان الدعم لبقية المرشحين أقل بكثير، مما يعكس الموقف الذي لا يوجد فيه خيار حصل على فائدة فوق المتوسط لأغلبية الناخبين.
في السيناريو الثاني، يتوقع جميع الناخبين أن ممفيس هو الفائز المحتمل، وأن تشاتانوغا هي الوصيف المحتمل، وأن احتمالية التعادل بين ممفيس وتشاتانوغا أكبر بكثير من احتمالات التعادل بين أي زوج آخر من المرشحين. نتيجة لذلك، يصوت كل ناخب لصالح أي مرشح يفضلونه أكثر من المرشح الرائد، وكذلك يصوت لصالح المرشح الرائد إذا كانوا يفضلونه أكثر من الوصيف المتوقع. كل السيناريوهات المتبقية تتبع نمطًا مشابهًا من التوقعات واستراتيجيات التصويت.
في السيناريو الثاني، يحدث تعادل ثلاثي في المركز الأول. يحدث ذلك لأن الفائز المتوقع، ممفيس، كان الخاسر في نظام كوندرسيه (Condorcet loser) وكان أيضًا في المركز الأخير لدى أي ناخب لم يصنفه أولًا.
فقط في السيناريو الأخير يتطابق الفائز الفعلي والوصيف مع الفائز والوصيف المتوقع. نتيجة لذلك، يمكن اعتبار هذا السيناريو بمثابة سيناريو تصويت استراتيجي مستقر. بلغة نظرية الألعاب، يُعتبر هذا "توازنًا". في هذا السيناريو، الفائز هو أيضًا الفائز في نظام كوندرسيه.

### القطع الثنائي
نظرًا لأن هذه الطريقة في التصويت هي طريقة معيارية (cardinal) بدلاً من أن تكون ترتيبية (ordinal)، فإنه من الممكن نمذجة الناخبين بطريقة لا تبسط إلى طريقة ترتيبية. يعتمد نمذجة الناخبين باستخدام "حد القطع الثنائي" على افتراض أن الناخب لديه حد قطع ثابت للموافقة، بينما يمتلك تفضيلات معيارية ذات مغزى. هذا يعني أنه بدلاً من التصويت لصالح أفضل 3 مرشحين له، أو جميع المرشحين الذين يفوقون المتوسط في الموافقة، فإنه يصوت لصالح جميع المرشحين الذين يتجاوزون حد القطع الذي قرره. هذا الحد لا يتغير بغض النظر عن عدد المرشحين الذين يترشحون أو أيهم يترشح. وبالتالي، عندما تكون جميع البدائل المتاحة إما فوق أو تحت هذا الحد، يصوت الناخب لصالح جميع المرشحين أو لا يصوت لأحد منهم، رغم تفضيله لبعضهم على آخرين. يمكن تصور ذلك في حالة يصبح فيها العديد من الناخبين محبطين وغير مكترثين إذا لم يروا أي مرشح يوافقون عليه. في مثل هذه الحالة، قد يكون لدى العديد من الناخبين حد داخلي، ولا يصوتون ببساطة لصالح أفضل 3 مرشحين أو المرشحين الذين يفوقون المتوسط في الموافقة، على الرغم من أنه لا يعني بالضرورة أن هذا الحد ثابت تمامًا.
على سبيل المثال، في هذا السيناريو، يصوت الناخبون للمرشحين الذين حصلوا على موافقة تزيد عن 50% (يشير الخط العريض إلى أن الناخبين صوتوا للمرشح):
| نسبة الناخبين | الموافقة على المرشح أ | الموافقة على المرشح ب | الموافقة على المرشح ج | الموافقة على المرشح د | متوسط الموافقة |
| ------------- | --------------------- | --------------------- | --------------------- | --------------------- | -------------- |
| 25%           | 90%                   | 60%                   | 40%                   | 10%                   | 50%            |
| 35%           | 10%                   | 90%                   | 60%                   | 40%                   | 50%            |
| 30%           | 40%                   | 10%                   | 90%                   | 60%                   | 50%            |
| 10%           | 60%                   | 40%                   | 10%                   | 90%                   | 50%            |

إذا فاز المرشح ج بنسبة 65% من موافقة الناخبين، متفوقًا على ب بنسبة 60%، و د بنسبة 40%، و أ بنسبة 35%، فإن هذا يشير إلى أن ج هو الفائز.
إذا كان حد الناخبين للحصول على تصويت هو أن يكون المرشح قد حصل على موافقة فوق المتوسط، أو أنهم يصوتون لصالح أكثر مرشحين يحظون بموافقتهم، فإن هذا لا يُعتبر حدًا ثنائيًا، حيث يمكن أن يتغير إذا انسحب المرشحون.
من ناحية أخرى، إذا كان حد الناخبين للحصول على تصويت ثابتًا (على سبيل المثال، 50%)، فإن هذا يُعتبر حدًا ثنائيًا، ويحقق مبدأ الاستقلالية عن البدائل غير ذات الصلة (IIA) كما هو موضح أدناه.
| نسبة الناخبين | الموافقة على المرشح أ | الموافقة على المرشح ب | الموافقة على المرشح ج | الموافقة على المرشح د | متوسط الموافقة |
| ------------- | --------------------- | --------------------- | --------------------- | --------------------- | -------------- |
| 25%           | -                     | 60%                   | 40%                   | 10%                   | 37%            |
| 35%           | -                     | 90%                   | 60%                   | 40%                   | 63%            |
| 30%           | -                     | 10%                   | 90%                   | 60%                   | 53%            |
| 10%           | -                     | 40%                   | 10%                   | 90%                   | 47%            |

الآن يفوز ب بنسبة 60%، متغلبًا على ج بنسبة 55% ود بنسبة 40%
| نسبة الناخبين | الموافقة على المرشح أ | الموافقة على المرشح ب | الموافقة على المرشح ج | الموافقة على المرشح د | متوسط الموافقة |
| ------------- | --------------------- | --------------------- | --------------------- | --------------------- | -------------- |
| 25%           | -                     | 60%                   | 40%                   | 10%                   | 37%            |
| 35%           | -                     | 90%                   | 60%                   | 40%                   | 63%            |
| 30%           | -                     | 10%                   | 90%                   | 60%                   | 53%            |
| 10%           | -                     | 40%                   | 10%                   | 90%                   | 47%            |

مع القطع الثنائي، لا يزال ج هو الفائز.
| نسبة الناخبين | الموافقة على المرشح أ | الموافقة على المرشح ب | الموافقة على المرشح ج | الموافقة على المرشح د | متوسط الموافقة |
| ------------- | --------------------- | --------------------- | --------------------- | --------------------- | -------------- |
| 25%           | 90%                   | 60%                   | 40%                   | -                     | 63%            |
| 35%           | 10%                   | 90%                   | 60%                   | -                     | 53%            |
| 30%           | 40%                   | 10%                   | 90%                   | -                     | 47%            |
| 10%           | 60%                   | 40%                   | 10%                   | -                     | 37%            |

الآن يفوز ب بنسبة 70%، متغلبًا على ج و أ بنسبة 65%
| نسبة الناخبين | الموافقة على المرشح أ | الموافقة على المرشح ب | الموافقة على المرشح ج | الموافقة على المرشح د | متوسط الموافقة |
| ------------- | --------------------- | --------------------- | --------------------- | --------------------- | -------------- |
| 25%           | 90%                   | 60%                   | 40%                   | -                     | 63%            |
| 35%           | 10%                   | 90%                   | 60%                   | -                     | 53%            |
| 30%           | 40%                   | 10%                   | 90%                   | -                     | 47%            |
| 10%           | 60%                   | 40%                   | 10%                   | -                     | 37%            |

مع القطع الثنائي، لا يزال ج هو الفائز.

## الالتزام بمعايير نظام التصويت
معظم المعايير الرياضية التي يتم بموجبها مقارنة أنظمة التصويت تم صياغتها للناخبين ذوي التفضيلات الترتيبية (ordinal preferences). في هذه الحالة، يتطلب التصويت بالموافقة من الناخبين اتخاذ قرار إضافي حول مكان وضع حد الموافقة الخاص بهم (انظر الأمثلة أعلاه). بناءً على كيفية اتخاذ هذا القرار، قد يلبي التصويت بالموافقة مجموعات مختلفة من المعايير.
على سبيل المثال، إذا اختار الناخبون حدًا ثابتًا للموافقة، مثل تصويتهم فقط للمرشحين الذين يحصلون على موافقة تتجاوز نسبة معينة (مثال: 50%)، فهذا يمكن أن يؤثر على نتائج الانتخابات ويعزز بعض المعايير الرياضية مثل الاستقلالية عن البدائل غير ذات الصلة (IIA). ولكن إذا كان قرار الموافقة أكثر مرونة ويعتمد على المواقف المختلفة أثناء الانتخابات، فقد لا تلبّي الطريقة جميع المعايير الرياضية التي تعتبرها أنظمة التصويت الأخرى ضرورية.
لا توجد سلطة نهائية تحدد المعايير التي يجب أخذها في عبن الاعتبار، ولكن المعايير التالية يقبلها العديد من منظري التصويت ويعتبرونها مرغوبة:
| نموذج التصويت:     | غالبية | الرتابة والمشاركة | كوندورسيه وسميث | معهد المدققين الداخليين | استقلال الاستنساخ | التماثل العكسي | مفضل صادق | استراتيجية مقاومة |    |
| ------------------ | ------ | ----------------- | --------------- | ----------------------- | ----------------- | -------------- | --------- | ----------------- | -- |
| لا يوجد معلومات    | لا     | لا                | لا              | لا                      | نعم               | نعم            | لا        |                   |    |
| حكم القائد         | نعم    | نعم               | نعم             | لا                      |                   |                | نعم       | لا                |    |
| يد مرتجفة          | نعم    | نعم               | نعم             | نعم                     | لا                |                |           | نعم               | لا |
| التفضيلات الثنائية | نعم    | نعم               | نعم             | نعم                     | نعم               | نعم            | نعم       | نعم               |    |